# Огилви, Джеймс, 5-й граф Финдлатер
Джеймс Огилви, 5-й граф Финдлатер и 2-й граф Сифилд (англ. James Ogilvy, 5th Earl of Findlater and 2nd Earl of Seafield; ок. 1688 — 9 июля 1764) — шотландский пэр.

## Происхождение
Родился около 1688 года. Старший сын Джеймса Огилви, 1-го графа Сифилда (1664—1730), и Энн Данбар (ок. 1672—1708), дочери сэра Уильяма Данбара, 1-го баронета. Его отец, лорд-канцлер Шотландии и хранитель Большой печати Шотландии при королеве Анне, получил титулы виконта Сифилда в 1698 году и графа Сифилда в 1701 году (оба титула в системе Пэрства Шотландии).

## Карьера
В 1715 году Джеймс Огилви был заключен в Эдинбургский замок как подозреваемый в поддержке Якобитского восстания 1715 года.
15 августа 1730 года после смерти своего отца Джеймс Огилви унаследовал титулы  2-го виконта Сифилда,  2-го виконта Рейдхейвена, 2-го графа Сифилда ,  5-го графа Финдлейтера, 2-го лорда Огилви из Каллена и  2-го лорда Огилви из Дескфорда.
Лорд Сифилд занимал должности лорда полиции Шотландии (1734—1742), шотландского пэра-представителя в Палате лордов Великобритании (1734—1742) и вице-адмирала Шотландии (1737—1764).
Во время Восстания якобитов в 1745 году Каллен-хаус был разграблен, когда лорд Финдатер и его жена ехали в Абердин, чтобы встретиться с герцогом Камберлендским, который преследовал якобитскую армию Красавчика принца Чарли. Пока их не было, группа сторонников Чарльза ворвалась в дом и обыскала его, унеся как можно больше и уничтожив то, что было нелегко перевезти. Три дня спустя, продолжая преследование, которое закончилось битвой при Каллодене, герцог Камберленд прибыл на место происшествия в сопровождении лорда Финдлатера и обнаружил, что двери дома открыты, окна разбиты, сломанная мебель и выброшенные бумаги разбросаны по территории . Впоследствии Джеймс Огилви обратился в парламент с просьбой о выплате суммы в 8000 фунтов стерлингов в качестве компенсации за понесенные убытки, но неясно, получал ли он когда-либо какую-либо оплату.

## Личная жизнь
В 1714 году лорд Финдлейтер женился первым браком на леди Элизабет Хэй (? — 1723), второй дочери Томаса Хэя, 7-го графа Кинньюла, и леди Элизабет Драммонд. У супругов было трое детей:
- Леди Энн Огилви (? — 8 февраля 1759), в 1733 году она вышла замуж за Джона Хоупа, 2-го графа Хоуптоуна[1].
- Леди Маргарет Огилви (? — 20 февраля 1757), в 1735 году она вышла замуж за сэра Людовика Гранта, 7-го баронета (1707—1773), сына сэра Джеймса Гранта, 6-го баронета[1]. Их внук Льюис Грант стал 5-м графом Сифилдом после смерти 4-го графа в 1811 году.
- Джеймс Огилви, 3-й граф Сифилд (ок. 1714 — 3 ноября 1770), женившийся на леди Мэри Мюррей (1720—1795), второй дочери Джона Мюррея, 1-го герцога Атолла[1].

После смерти своей первой жены он повторно женился 14 декабря 1723 года на леди Софии Хоуп (31 мая 1702 — 25 апреля 1761). Она была дочерью Чарльза Хоупа, 1-го графа Хоптоуна, и леди Генриетты Джонстон (дочери Уильяма Джонстона, 1-го маркиза Аннандейла). Через десять лет после их свадьбы брат леди Софии, Джон Хоуп, 2-й граф Хоптоун, женился на старшей дочери лорда Финдлейтера, леди Энн.
Лорд Финдлейтер скончался в Каллен-хаусе 9 июля 1764 года, и ему наследовал его сын Джеймс. Его внук, Джеймс Огилви, 7-й граф Финдлейтер, был опытным ландшафтным архитектором-любителем и филантропом.